# Джордж Мур
Джордж Едвард Мур (англ. George Edward Moore; 4 листопада 1873, Лондон, Англія, Велика Британія — 24 жовтень, 1958 Кембридж, Англія, Велика Британія) — англійський філософ, родоначальник аналітичної традиції в філософії (разом з Людвігом Вітгенштейном і Бертраном Расселом).
Навчався, а потім і викладав у Кембриджському університеті.
Виступив з обґрунтуванням неореалізму («Спростування ідеалізму», 1903); розробив метод логічного аналізу.

## Філософія

### Логічний аналіз
У дусі неореалізму Мур говорив про незалежне від свідомості існування понять. Поняття осягається інтуїтивно і вступає у відносини з думкою. Судження конструюється з понять. Щодо суджень існування Мур дотримувався точки зору, згідно з якою їх відмінність від інших суджень лише в наявності поняття існування. Факт має форму судження, тому посилання на факт не має доказової сили. Буття світу є буття понять — так коротко можна підсумувати онтологію Мура.
Пізніше його точка зору на природу факту і судження зазнає змін. Виступаючи проти суб'єктивного ідеалізму, Мур звертає вістря критики на відомий беркліанскій принцип esse est percipi, доводячи його логічну неспроможність (зв'язка est насправді є логічно неправомірною), чого повинно бути достатньо для демонстрації неспроможності всіх інших побудов. Цей аналіз спонукає Мура звернутися до розгляду того, чим є відчуття. Питання про відмінність між матеріальним об'єктом та відчуттям вирішувалося ним по-різному (від «Спростування ідеалізму» до роботи «Кілька суджень про сприйняття»). У підсумку існування матеріального світу цілком у дусі англомовної філософської традиції ув'язується зі здоровим глуздом («Захист здорового глузду»), значущість якого визначається його загальністю. На відміну від картезіанського підходу, Мур вказує не на індивідуальну певність існування «Я», а на загальне переконання людей у реальному бутті своїх тіл. Загальність робить неспроможною критику («Доказ зовнішнього світу»). При цьому послідовний філософський аналіз здорового глузду Мур визнає ще нездійсненою задачею.

### Етика
В етиці стояв на позиціях інтуїтивізму. У фундаментальній праці Principia Ethica («Підстави етики», «Принципи етики» — латинська назва відображає традицію створення «неосередньовічних» назв) відстоював концепцію автономної етики, яка не може бути обґрунтована за рахунок якої-небудь іншої реальності, включаючи і релігію. Дана робота є однією з найбільших, присвячених проблемам метаетики. Розгляд етики покоїться на аналізі її мови, що пов'язує етичну теорію Мура з усією системою його поглядів. Він розрізняє «добро як таке» і «добро як засіб». Перше є поняттям, визначити неможливо і, як всі поняття, осягається інтуїтивно. Спроби його визначення та виведення етики з позаетичних явищ Мур позначив як «натуралістичну помилку». «Добро як засіб» передбачає крім осягнення «добра як такого» аналіз зв'язку вчинків і породжуваних ними результатів. Етично правильне тотожне максимально корисному, етичні приписи мають на увазі, що деякі дії принесуть користь. Досконалість вчинку (як і його обов'язковість) визначаються обсягом і універсальністю добра, яке досягається. В області етичної аксіології Мур визначає зміст цінності як певний стан свідомості. Найбільшою мірою цінними є комунікативне задоволення і естетична насолода. Концепція етики Мура залишається однією з найбільш фундаментальних для XX ст., до того ж, що вона зберігає етику як самостійну структуровану область філософського знання.